# 杜庠
杜庠（1427年—1486年），字公序，南直隸蘇州府長洲縣人，民籍，治《書經》，年二十八歲中式景泰五年甲戌科第三甲第一百五十五名進士。七月初四日生，行一，曾祖杜均美；祖杜士彝；父杜文昌；母柳氏。嚴侍下，妻錢氏，弟廉。由縣學增廣生中式應天府鄉試第一百一名舉人，會試中式第二百十七名。